# Fuchsenhof

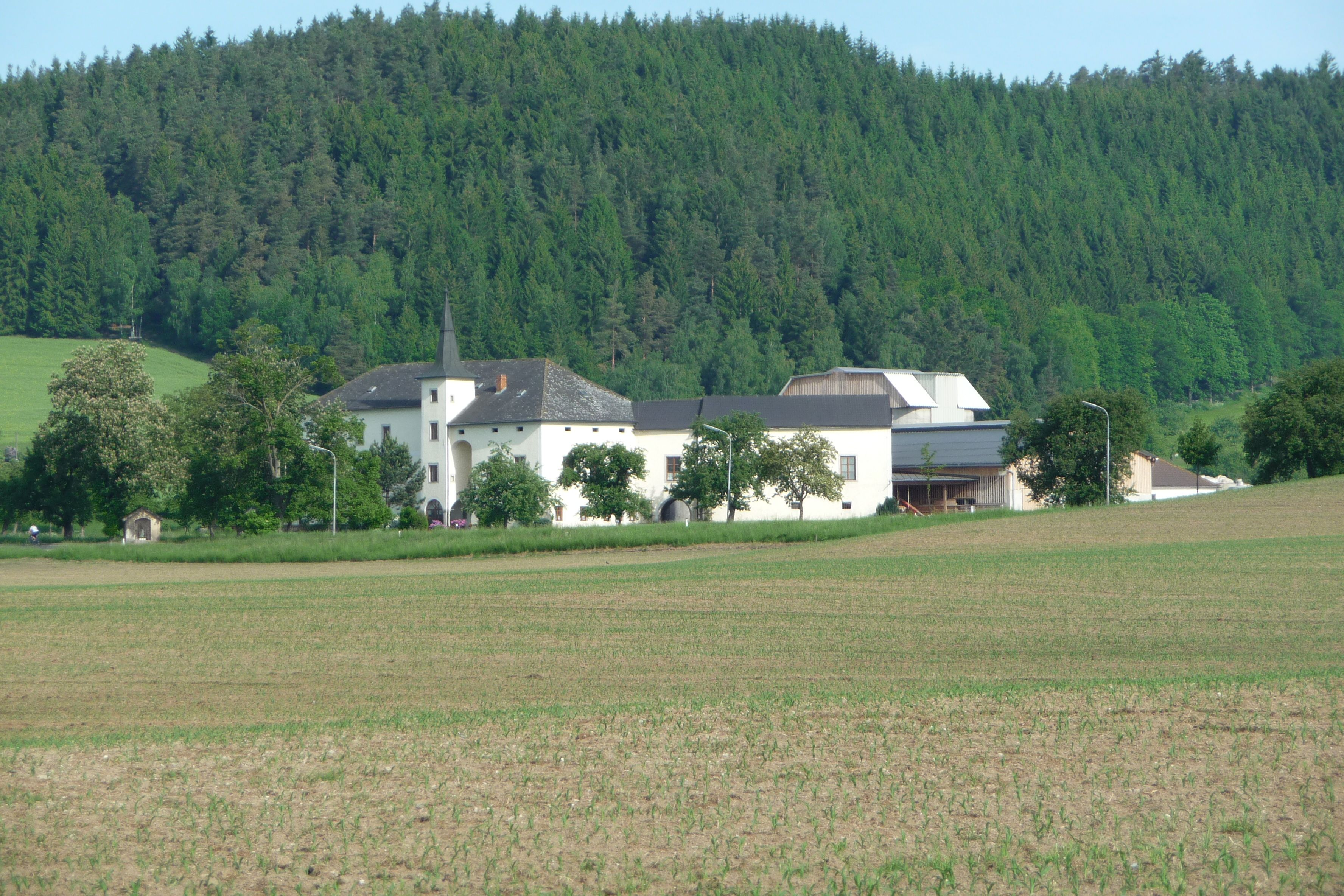
Ansicht von Fuchsenhof

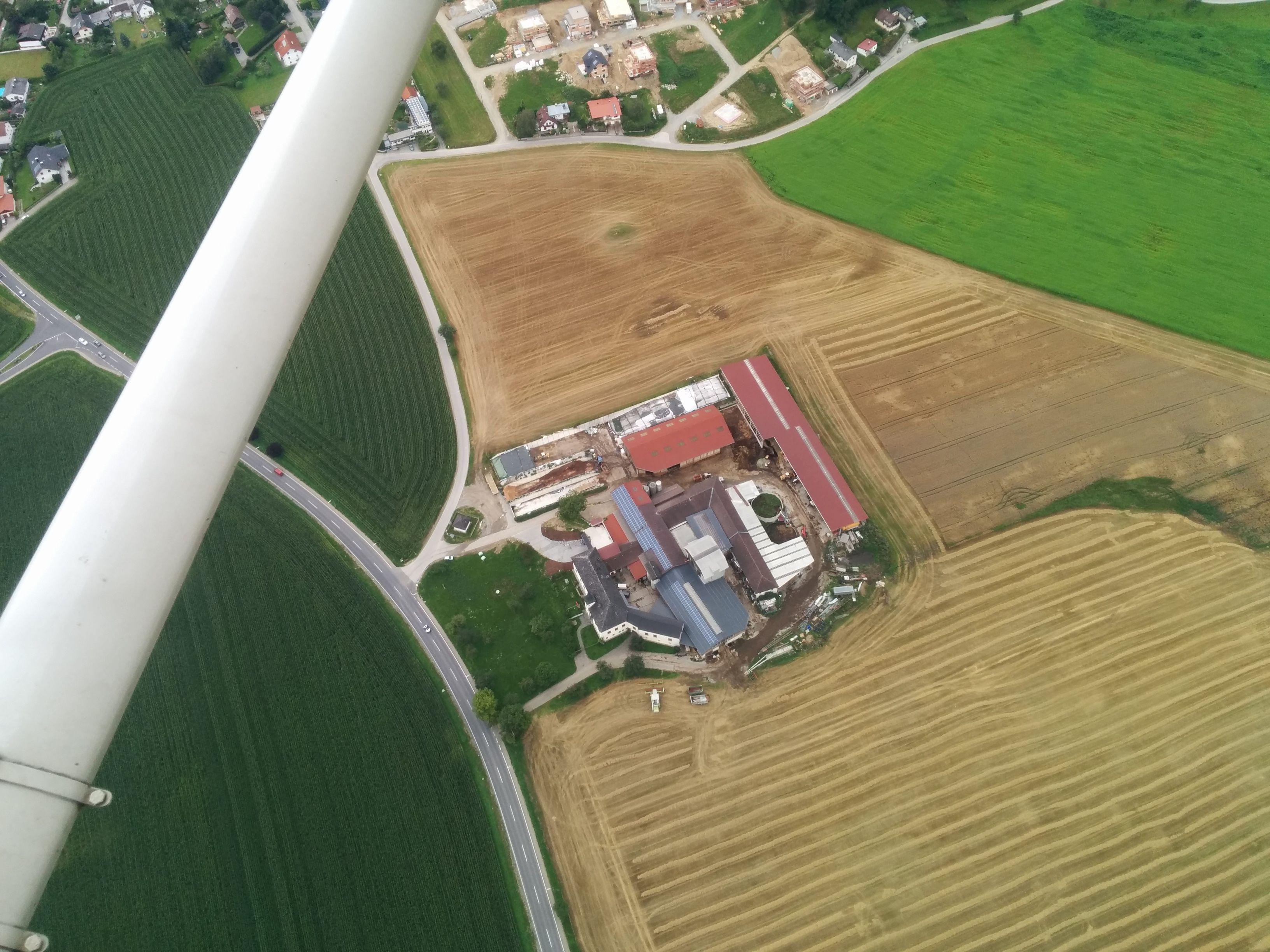
Fuchsenhof von oben

Der Fuchsenhof ist eine ehemalige Schlossanlage in Oberösterreich und liegt rund 800 Meter südwestlich der Stadt Freistadt im Mühlviertel. Die alten Namen des Gebäudes waren Rasteinhof und Luzengut. Die erste urkundliche Erwähnung erfolgte 1377 als Rasteinhof, ein adeliger Freisitz. Im 16. Jahrhundert war das Gebäude Teil eines langjährigen Streits zwischen dem Inhaber und der Stadt. Im Jahr 1623 kaufte ein Ulrich Fuchs das Schloss und seit damals trägt es den heutigen Namen. Heute dient der gutshofähnliche Fuchsenhof als Bauernhof. 1997 wurde in der Nähe des Hofs ein bedeutender Silberschatz gefunden.

## Geschichte
Im Jahr 1377 wurde das Gebäude als Rasteinhof (auch Rastayn) erstmals urkundlich erwähnt. Damals war das Gebäude ein Adelssitz und lag innerhalb des Burgfriedens der Stadt. Im Jahr 1398 verkaufte Heinrich von der Au den Rasteinhof als freies Eigen an den Freistädter Bürger Hans Hafenpier. Im Jahr 1435 folgt die nächste erhaltene urkundliche Erwähnung, als der Inhaber, Hanns Brunner, der Liebfrauenkirche ein Pfund Pfennige und dem Spital zwei Zehente stiftet. Bis zu seinem Tod im Jahr 1478 war der Hof in Besitz von Friedrich von Rastein. In diesem Jahr verkaufte ihn sein Enkel an Ulrich Luczer und dessen Frau Katharina, der Hof erhielt den Namen Luzengut.
1528 kaufte der ehemalige Bürgermeister der Stadt, Gabriel Weissenauer, das Luzengut von Dorothea Luczen. Die Weissenauer waren Mitglieder des städtischen Stadtpatriziats und wollten in den Adelsstand aufsteigen. Dazu wurde zusätzlich das Schloss Tannbach bei Gutau erworben. Nach Meinung von Weissenauer war der Fuchsenhof ein adeliger Freisitz wie Tannbach und er wollte ihn aus der Jurisdiktion der Stadt lösen. Dennoch beharrte die Stadt darauf, dass der Hof innerhalb des Burgfriedens lag und somit Zehnte an die Stadt zu zahlen waren. Nach dem Tod von Gabriel steigerten sich die Konflikte mit der Stadt in einen teils handfesten Streit, bis 1553 ein Vergleich zwischen Andre Weissenauer und der Stadt geschlossen wurde, in dem festgestellt wurde, dass der Luzenhof ein Bauernhof und kein Adelssitz war. Im Jahr 1559 gab es einen Prozess zwischen Simon Weissenauer und der Stadt über die Zugehörigkeit des Luzengutes, da in der Verkaufsurkunde von 1398 der Hof als freies Eigen genannt wurde. Die unklare Situation, die zu dem Streit führte, wurde endgültig im Jahr 1573 von Kaiser Maximilian II. geklärt. In seiner Urkunde wurde der Burgfrieden der Stadt festgelegt, der Luzenhof war nachweislich innerhalb aufgeführt. Somit war die Zugehörigkeit zur Stadt endgültig festgelegt und der Streit beendet.
1594 verkaufte Hans Weissenauer den Hof an Georg Kholneder, der diesen 1599 an Samuel Fux veräußerte. 1608 folgte der Verkauf an Ulrich Fux, den Bruder von Samuel. Bereits 1616 ging das Gut in den Besitz von Simon Widerreiter zu Weyregg über. Mit dem Kauf des Gebäudes durch Ulrich Fuchs im Jahr 1623 wurde der Name auf Fuchsenhof geändert, den heutigen Namen. In den folgenden Jahren befand sich der Hof über Generationen hinweg in adeligem Besitz und wurde auf sein heutiges, schlossähnliches Aussehen umgebaut. Der markante Turm dürfte aus dem 17. Jahrhundert stammen. Besitzer in dieser Zeit waren unter anderem Matthias Castner von Traunegg und Franz Adam, Edler von Wöbern zu Hagenberg (1698).
Im Zuge der Auflösung der Grundherrschaften dürfte das Gebäude an Bauern verkauft worden sein und wird auch heute als Bauernhof verwendet. Der Hof besitzt umfangreiche landwirtschaftliche Nutzflächen und eine große Rindermast. Die Böhmerwald Straße in Richtung Bad Leonfelden führt in rund 100 Metern Entfernung an dem Gebäude vorbei.

## Bau

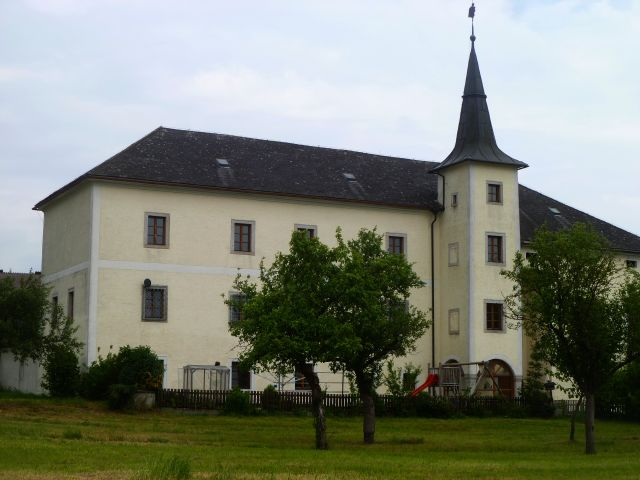
Schlossgebäude – Fuchsenhof
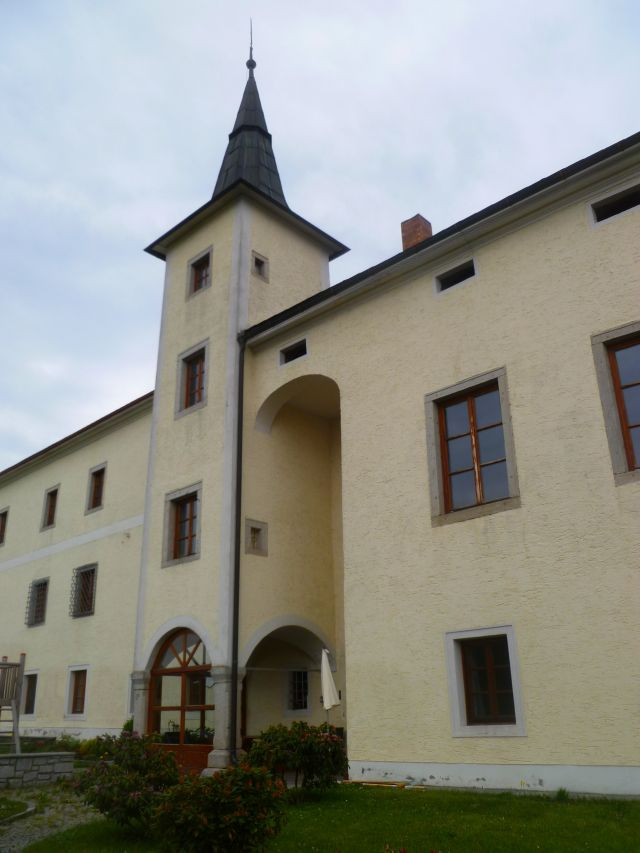
Turm – Fuchsenhof
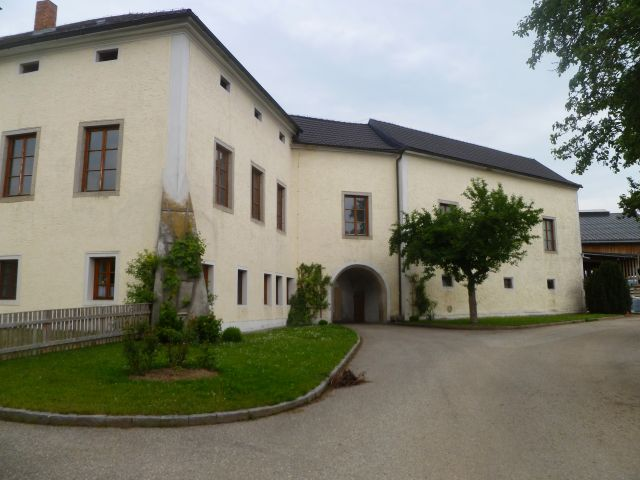
Wirtschaftsgebäude – Fuchsenhof
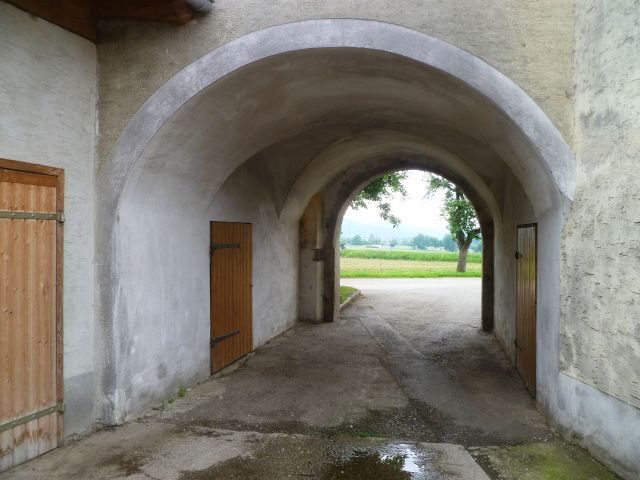
Tonnengewölbe – Eingang zum Wirtschaftstrakt

Der Bau besteht aus einem dreigeschoßigen Fronttrakt mit einem viergeschoßigen Turm, der aus der Mauer hervorspringt. Der Turm besitzt ein Spitzdach und wurde vermutlich im 17. Jahrhundert errichtet. Der Turm ruht auf zwei Säulen aus Granit, auf denen das Gewicht des halb in die Mauer eingetragenen Turmes lastet. Durch diesen Torbau gelangt man in eine gewölbte Halle, die zum Hof führt, oder zu einer Treppe in den ersten Stock mit einem großen hohen Saal und einen daneben liegenden kleineren. Die Frontseite ist nach Süden gerichtet, der Rittersaal zeigt die Wappen der jeweiligen Besitzer und ist mit altdeutschem Mobiliar eingerichtet. Nach hinten sind ein Wohntrakt und die umfangreichen Stallungen angebaut. Auf Grund seines Aussehens hebt sich der Bau markant von den üblichen Dreiseithöfen der Umgebung ab.

## Schatzfund
Hauptartikel: Schatzfund von Fuchsenhof
Im Spätherbst 1997 wurde in der Nähe des Gehöfts beim Umpflügen eines Feldes ein sehr bedeutender Silberschatz gefunden. Dieser Schatz war um 1270 dort vergraben worden und besteht aus mehr als 6700 Münzen sowie hunderten von Silberobjekten und Schmuckstücken. Es wird vermutet, dass ein Goldschmied sein Eigentum im Zuge der Kriegswirren zwischen Ottokar II. Přemysl von Böhmen und Rudolf von Habsburg hier vergraben hat. Erst 2004 wurde der Fund nach wissenschaftlicher Untersuchung veröffentlicht. Der Schatz ist heute im Schlossmuseum Linz ausgestellt.